# 康加鼓

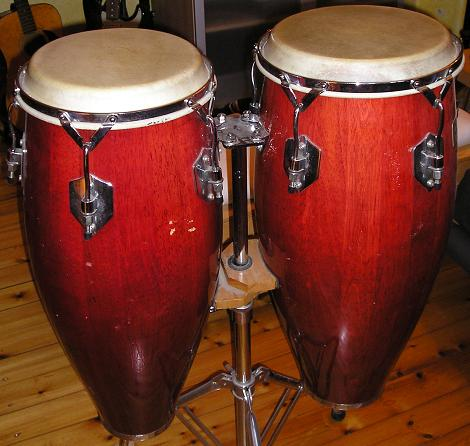
康加鼓

康加鼓是一種膜鳴樂器。源自於古巴，在当地被称为tumbadora。

## 使用康加鼓的音樂風格
1. 加勒比風格(Caribbean)：包括了Salsa，Calypso等流行於加勒比海附近的音樂。
2. 巴西風格(Brazilian)：包括了Samba，Bossa Nova等流行於巴西的音樂。

## 名稱
Conga是康加鼓之統稱，而不同尺寸的康加鼓另有不同的名稱：
1. Junior Conga：鼓皮直徑8/9英吋的康加鼓
2. Requinto：鼓皮直徑9.75英吋的康加鼓
3. Quinto：鼓皮直徑11英吋的康加鼓
4. Conga：鼓皮直徑11.75英吋的康加鼓
5. Tumbadora：鼓皮直徑12.5英吋的康加鼓
6. Super Tumba：鼓皮直徑14英吋的康加鼓

## 製造材料及特色
1. 橡木鼓框：高音清脆，共鳴音色宏亮
2. 紅橡木鼓框：共鳴度佳、高音清脆、中音低沈厚實
3. 玫瑰木鼓框：音色柔美及清脆
4. 栓木鼓框：共鳴度佳、高音溫暖，中音相當低沈
5. 玻璃纖維鼓框：外觀美麗多變、適合在舞台使用

## 演奏方法
1. Open
2. Palm
3. Heel of the Palm
4. Finger Tip
5. Slap

## 生產公司
1. LP
2. Pearl
3. Meinl
4. Remo